# Cerezales del Condado
Cerezales del Condado es una localidad española perteneciente al municipio de Vegas del Condado, en la provincia de León, comunidad autónoma de Castilla y León. Situada en el margen izquierdo del río Porma, es en esta localidad donde el río recibe las aguas de su afluente, el río Curueño.
Los terrenos de Cerezales del Condado limitan con los de Lugán al norte, Valporquero de Rueda al noreste, San Bartolomé de Rueda al este, Garfín y Valdealcón al sureste, Vegas del Condado al sur, Devesa de Curueño al suroeste y Ambasaguas de Curueño al oeste.

## Geografía
Geografía Física
La localidad está ubicada de tal forma que se encuentra entre monte (al este) y el río Porma (al oeste). Los terrenos de la localidad se asientan sobre terrenos por un lado terciarios, que ocupan los montes de la localidad, y por otro lado cuaternarios, que ocupan los arroyos y la ribera propiamente dicha. Las terrazas de la zona de la ribera se formaron a lo largo de las sucesivas glaciaciones del Cuaternario, y contienen los suelos franco-arenosos que son cultivados en la actualidad.
Respecto a la zona del monte, éste está quebrado por diversos valles que vierten sus aguas en el río Porma: Valdeviñas, Valmayor, Valdecorza, Valdién y Valdiserna.
El clima, como en el resto de la provincia,  tiene un marcado carácter continental definido por inviernos fríos, veranos secos y calurosos. El periodo medio libre de heladas va desde finales de abril a finales de octubre. No obstante,  se han registrado heladas excepcionales en septiembre y en junio. Existe en la localidad una estación meteorológica de la red "Meteoclimatic": ESCYL2400000024150A, donde se pueden consultar a través de internet todos los datos que proporciona. Como particularidad,  señalar como los habitantes del pueblo usan el término "celisca" para referirse al viento frío y húmedo que proviene del norte. En relación  con el origen de esta denominación,  ya en el Libro de la montería del rey Alfonso XI se citan páramos al noreste de Cerezales: Vellisca  como un buen monte de caza por encima de   Espinas de Can y Cillisca, vallecillo que da a Valsemana.
Geografía Económica
El pueblo es propietario del Monte de Utilidad Pública número 115 " Valmayor" que tiene una superficie de 1.777 ha. Este monte proporcionaba a los habitantes del pueblo leñas, caza y pastos. En él se llegó a producir carbón vegetal como fuente adicional de ingresos (Las Carboneras).  También fue el sustento  de numerosos rebaños de ovino como atestiguan las ruinas de algunos corrales: Valmayor, Melquiades, Carrapitos, etc. En la actualidad tiene  aprovechamiento cinegético y de obtención de leñas en las pocas "suertes" que todavía se reparten entre los vecinos.
En los terrenos de secano, se producía sobre todo centeno. También se cultivaba viñedo (Valdeviñas) con variedades híbridas, resistentes a la Filoxera, que proporcionaban un vino de escasa calidad que contribuyó al abandono del cultivo. En la actualidad la superficie de secano no se cultiva.
Los terrenos de regadío se agrupan en la comunidad de regantes Huelmo y Corbo que tiene una concesión de riego de 150 litros por segundo,  otorgada por Real Orden de 7 de junio de 1907, para una superficie regable de 165 ha. Se cultivaban, además de forrajes para la alimentación del ganado, patatas, lino y alubias, que se denominaban frejoles. Con la puesta en servicio del Embalse del Porma en 1968, el riego estival quedaba garantizado y se fueron introduciendo cultivos industriales de mayor valor económico:  lúpulo, menta, plantón de remolacha o semilla de zanahoria. Por Decreto de Utilidad Pública y Urgente Ejecución de 22 de mayo de 1986, se iniciaba el proceso de Concentración parcelaria de 184 ha de la localidad. La entrega provisional de las obras se produjo en mayo de 1992. Esta reorganización de la propiedad, tardía respecto a las de su entorno, y con la propiedad muy dividida entre 207 titulares, logró mejorar la estructura productiva pasando de 1.429 parcelas originales a 486 fincas de reemplazo, pero todavía con un tamaño medio pequeño para los sistemas productivos actuales. Los terrenos de regadío se dedican hoy a producir, en su mayoría, pastos para la ganadería extensiva de bovino.
En la ganadería, tuvo mucha importancia el sector ovino gracias a la superficie pastable que proporcionaba el monte. En cuanto al ganado bovino, entre los años 1960 y 1970, no se superaban las 6 cabezas de media por explotación. Sin olvidar la raza "bardina" (ganado vacuno de color ceniciento canoso), que proporciona el gentilicio a los habitantes del pueblo, la raza predominante era la Parda alpina. Es de destacar la importancia que tenía la "pareja" que eran los animales domesticados para las labores agrícolas.  A partir del año 1970 comienza la mecanización con tractores de fabricación nacional como Barreiros (automoción) y Ebro (automóviles)  y el  ganado bovino se va especializando a la producción de leche con la introducción de la raza Frisona.
La actividad de pesca en el río Porma, hoy con carácter más bien lúdico, se desarrolla fundamentalmente en el coto de pesca LE-26 "Cerezales" que tiene 6.64 km de longitud, con límites entre el antiguo azud "Sotopuerto" y el desagüe de la Piscifactoría  de Vegas del Condado. En los arroyos de Valmayor y Valdiserna se pescaba el cangrejo autóctono hasta que, como en toda la provincia, se produjo su extinción.

## Historia
El arqueólogo J. Celis Sánchez describe en la localidad un yacimiento de ocupación tipo  Soto de Medinilla de la primera  Edad del Hierro que sitúa a Cerezales dentro de la Cultura castreña del noroeste peninsular. En cuanto a las primeras referencias escritas sobre el pueblo, en el Cartulario del Monasterio de San Pedro de Eslonza, con fecha de  26 de octubre se 1049, se recoge el otorgamiento de unas heredades por Pelagio Vermúdez a este monasterio,  y entre ellas esta "Ceresales". El nombre de la localidad es relacionado por sus habitantes, sin una base etimológica clara, con una especie de reproche al sol porque "sale tarde" por detrás del monte, una vez ha amanecido (sero: tarde, demasiado tarde).
Cerezales fue de Rueda, perteneciendo  al antiguo Partido de Rueda del Almirante hasta el año 1836 cuando se unió  al Condado, donde permanece. Según el Diccionario geográfico-estadístico-histórico de España y sus posesiones de Ultramar (Pascual Madoz e Ibáñez, 1850) se define así:
«Lugar de la provincia, diócesis y partido judicial de León, auditoría territorial y capitanía general de Valladolid, ayuntamiento de Gradefes. Situación: en un valle a la margen izquierda del río Boñar o Curueño. Su clima es sano. Tiene iglesia parroquial de San Juan Bautista servida por un cura de término y presentación del rey en los meses apostólicos y en los ordinarios del abad de Eslonza, orden de San Benito. Hay una capellanía de patronato particular con cargo de misas y residencia. Confina al N. Ambasaguas, E. provincia de Valladolid, S. Valporquero, y O. Vegas del Condado. El terreno participa de monte y llano, aquel cubierto de robles y otros árboles y este fertilizado por las aguas del Curueño. Sus caminos son locales. Produce trigo tremesino, mocho y candel, centeno, cebada, lino, legumbres, cáñamo y buenos pastos; cría ganado de todas clases, especialmente vacuno, lanar y cabrío y caza de varios animales y pesca de truchas, barbos y otros peces.»

## Demografía
El nomenclátor del Instituto Nacional de Estadística (España) indica,  que el número de habitantes de derecho de la localidad en 1950, antes del proceso migratorio hacia las zonas industriales, era de 402. El mismo dato, referido a la población del Padrón Continuo por Unidad Poblacional, a fecha de 1 de enero de 2021, rebaja la población a 83 habitantes, 50 hombres y 33 mujeres.
| 2000 |  | 2001 |  | 2002 |  | 2003 |  | 2004 |  | 2005 |  | 2006 |  | 2007 |  | 2008 |  | 2009 |  | 2010 |  | 2011 |  | 2012 |
| ---- |  | ---- |  | ---- |  | ---- |  | ---- |  | ---- |  | ---- |  | ---- |  | ---- |  | ---- |  | ---- |  | ---- |  | ---- |
| 106  |  | 101  |  | 96   |  | 105  |  | 110  |  | 98   |  | 101  |  | 142  |  | 106  |  | 97   |  | 94   |  | 93   |  | 89   |

## Cultura
Los habitantes de esta localidad han mostrado siempre una gran iniciativa cultural. Antes de los años 70 ya se habrían realizado actividades teatrales y actuaciones de grupos de danzas que desarrollaban su actividad en un local aledaño a la casa rectoral denominado «El Centro». A partir de los años 70, ese mismo local fue la sede de la «Asociación Cultural Serosales». 
Durante los años 80 se creó la asociación «Belén Artístico», que permanece activa en la actualidad, y con gran reconocimiento, que expone a lo largo de los meses de Navidad un belén artesanal muy interesante, con decoración natural y una gran colección de piezas en movimiento. 
Ya en la década de los 90 se crearon otras dos asociaciones con sede en las antiguas escuelas del pueblo: la «Asociación Cultural Bardinos», integrada por los jóvenes de la localidad, y la «Asociación Valdién», las cuales realizaron múltiples actividades culturales tanto para los jóvenes como para los adultos entre los 90 y los 2000. 
En 2008 se instaló en las antiguas escuelas la Fundación Antonino y Cinia que ofrece un interesante repertorio cultural. En 2017, la Fundación amplió sus instalaciones con la construcción de un nuevo edificio de gran importancia arquitectónica.
Por otro lado, desde 2016 los habitantes del pueblo organizan en el mes de mayo la «Feria Carea», redil de conocimientos, razas y productos locales y artesanales. Se trata de una apuesta de la Junta Vecinal para poner en valor la actividad ganadera de la que vivieron muchos años los habitantes del pueblo. 

### Fiestas
La festividad del Corpus Christi en honor al Santísimo Sacramento es la principal fiesta del pueblo. El momento estelar es la misa con la procesión por las calles adornadas de ramas y flores, encabezada por el pendón del pueblo y acompañada por todos los vecinos. Se alternan cánticos con música de una banda. Por la noche se realiza baile y verbena. Es típico también realizar una celebración al día siguiente del Corpus, llamada Corpines, en la cual se celebra la misa por todos los difuntos del pueblo y tras ésta, baile vermut. 
Otras fiestas son el día de San Juan Bautista, patrón del pueblo, y el día de San Isidro Labrador patrono de los agricultores.